# Zio Paperone e il figlio del sole
Zio Paperone e il figlio del sole è la prima storia a fumetti di Don Rosa realizzata per la Walt Disney Company.
Venne pubblicata per la prima volta negli Stati Uniti sul numero 219 di Uncle $crooge del 7 aprile 1987. In Italia venne pubblicata per la prima volta sul numero 92 di Zio Paperone del maggio 1997.

## Personaggi
- Zio Paperone
- Paperino
- Qui, Quo e Qua
- Cuordipietra Famedoro

## Trama
Nella storia Cuordipietra Famedoro sfida per l'ennesima volta Paperone: questa volta i due paperi dovranno trovare l'oro perduto dell'Impero inca, custodito nel tempio nascosto di Manco Cápac dai tempi dell'invasione di Francisco Pizarro. Paperone (grazie a Qui, Quo e Qua) avrà indizi necessari per trovare il tesoro anche se incontrerà degli ostacoli lungo il suo cammino; riuscirà ad impossessarsi del tesoro costruendo ai nativi peruviani un impianto di pompaggio per irrigare i campi e per un pesos: infatti, durante una rissa, Cuordipietra e Paperone fanno saltare la cima della montagna ed il tempio dove si trovava il tesoro, facendolo finire in un lago che poi Paperone comprerà insieme al tesoro, vincendo la sfida.

## Realizzazione
Nel 1986 Don Rosa acquistò presso una fumetteria il numero 249 del fumetto Donald Duck, edito dalla Gladstone, nel quale era contenuta una storia scritta e disegnata da Marty Greim, appassionato di fumetti e disegnatore esordiente. Rosa contattò subito il suo amico e caporedattore della Gladstone, Byron Erickson, ed ottenne da lui il permesso di realizzare una storia a fumetti con protagonista Zio Paperone
Per la sceneggiatura della storia, Rosa recuperò quella di "Lost in [an Alternative Section of] the Andes", storia da lui scritta e disegnata quando era adolescente e pubblicata sul giornale scolastico The Pertwillaby Papers.  Naturalmente per l'occasione l'autore sostituì tutti i personaggi in carne ed ossa con i personaggi Disney.
Rosa impiegò circa sei mesi per completare la storia. Motivo di tale tempo fu il fatto che egli disegnava solamente per due giorni alla settimana perché in contemporanea lavorava per l'impresa di costruzioni di famiglia.

### Scena tagliata
Inizialmente Don Rosa aveva pensato di introdurre una sequenza nella quale Cuoripietra raccontava a Paperino e ai nipotini di come era stato umiliato da Paperone durante la corsa all'oro nel Transvaal del 1887.
Tale scena venne eliminata in fase di realizzazione, ma Rosa si ispirerà ad essa per raccontare del primo incontro tra Paperone e Cuordipietra nella storia Il terrore del Transvaal della saga di Paperon de' Paperoni.

## Riconoscimenti
Nel 1987 la storia ottenne una nomination ai Premi Harvey come miglior storia a fumetti dell'anno.

## Citazioni

### Citazioni barksiane
Nella storia sono presenti numerosi riferimenti ad alcune storie realizzate da Carl Barks.
Tra i tesori esposti da Zio Paperone sono infatti presenti: le uova quadre (Paperino e il mistero degli Incas), il rubino striato (Zio Paperone snob di società), i lingotti d'oro dell'Olandese Volante (Zio Paperone e il vascello fantasma), la corona di Gengis Khan (Zio Paperone e la corona perduta di Gengis Khan), il quarto di dollaro del 1916 (Zio Paperone pesca lo skirillione), il Vello d'oro  (Zio Paperone e il vello d'oro), il tesoro di Aladino (Zio Paperone e il tappeto volante), il tesoro di re Minosse (Zio Paperone e la pietra filosofale), il tesoro del Duca Quaquarone de' Paperoni (Paperino e il segreto del vecchio castello), la pepita uovo d'anatra  (Zio Paperone e la Stella del Polo), le perle della nave Kuku Maru (Zio Paperone e i salmoni da trasporto), la pietra filosofale (Zio Paperone e la pietra filosofale), il trofeo dei Terrini (Zio Paperone e i terremotari), i resti delle miniere Inca (Zio Paperone e l'oro di Pizzarro), la corona dei Maya (Zio Paperone e la corona dei Maya) e la sabbia delle miniere di Re Salomone (Zio Paperone e le miniere di re Salomone).
In una scena Paperino cita il torneo monetario svoltosi tra Paperone e Cuordipietra nella storia Zio Paperone e il torneo monetario.
In un'altra scena un nativo peruviano dice a Paperino «Saludos, Senores! Cercate ancora le uova quadre?». Questo è un riferimento alla storia Paperino e il mistero degli Incas, nella quale Paperino chiedeva un'informazione sulle uova quadre proprio a quel nativo.

### Citazioni cinematografiche
La sequenza dove Cuordipietra rintraccia un tesoro usando un disco dorato che riflette la luce del sole su un muro proviene dal film Il segreto degli Incas con Charlton Heston.

## D.U.C.K.
Per l'occasione, Don Rosa inventò la sigla "D.U.C.K.", acronimo di Dedicated to Uncle Carl by Keno, e la inserì nell'ultima vignetta della storia. L'editore decise di cancellarlo pensando che fosse una firma. A quel tempo, infatti, era vietato apporre la propria firma nelle storie realizzate.